# WTA Tour 2012
WTA Tour 2012 představovala nejvyšší úroveň ženského profesionálního tenisu v roce 2012. Sezóna trvající od ledna do konce října zahrnovala turnaje až na výjimky organizované Ženskou tenisovou asociací (WTA).
Do okruhu WTA Tour se řadil Grand Slam – pořádaný Mezinárodní tenisovou federací (ITF), kategorie WTA Premier Tournaments, WTA International Tournaments, dále pak závěrečné turnaje sezóny Qatar Airways Tournament of Champions a WTA Tour Championships, stejně jako týmové soutěže organizované ITF – Fed Cup společně s Hopmanovým pohárem, z nichž nebyly přidělovány tenistkám body.
Součástí kalendáře WTA se pro rok 2012 staly i Letní olympijské hry v Londýně. Vítězka ženské dvouhry za zlatou medaili obdržela 685 bodů.

## Chronologický přehled turnajů
Legenda
Tabulky měsíců uvádí vítězky a finalistky dvouhry i čtyřhry a dále pak semifinalistky a čtvrtfinalistky dvouhry. Zápis –D/–Q/–Č/–X uvádí počet hráček dvouhry/hráček kvalifikace dvouhry/párů čtyřhry/párů mixu. (ZS) – základní skupina.
| Grand Slam                        |
| Olympijské hry                    |
| Závěrečné turnaje sezóny          |
| WTA Premier Mandatory tournaments |
| WTA Premier 5 tournaments         |
| WTA Premier tournaments           |
| WTA International tournaments     |
| Týmové soutěže                    |

### Leden
| Týden od            | Turnaj | Vítězky                                                              | Finalistky                                 | Semifinalistky                           | Čtvrtfinalistky                                                             |
| ------------------- | --- | -------------------------------------------------------------------- | ------------------------------------------ | ---------------------------------------- | --------------------------------------------------------------------------- |
| 2. ledna            | Hopmanův pohár Perth, Austrálie Týmová soutěž 1 000 000 A$ – tvrdý (h) – 8 týmů (ZS)                                                    | Česko 2–0                                                            | Francie                                    | Skupina A Bulharsko Dánsko USA           | Skupina B Španělsko Austrálie Čína                                          |
| 2. ledna            | Brisbane International Brisbane, Austrálie WTA Premier 655 000 $ – tvrdý – 32D/32Q/16Č                                                  | Kaia Kanepiová 6–2, 6–1                                              | Daniela Hantuchová                         | Kim Clijstersová Francesca Schiavoneová  | Iveta Benešová Serena Williamsová Jelena Jankovićová Andrea Petkovicová     |
| 2. ledna            | Brisbane International Brisbane, Austrálie WTA Premier 655 000 $ – tvrdý – 32D/32Q/16Č                                                  | Nuria Llagosteraová Vivesová Arantxa Parraová Santonjaová 7–62, 7–62 | Raquel Kopsová-Jonesová Abigail Spearsová  | Kim Clijstersová Francesca Schiavoneová  | Iveta Benešová Serena Williamsová Jelena Jankovićová Andrea Petkovicová     |
| 2. ledna            | ASB Classic Auckland, Nový Zéland WTA International 220 000 $ – tvrdý – 32D/32Q/16Č                                                     | Čeng Ťie 2–6, 6–3, 2–0 skreč.                                        | Flavia Pennettaová                         | Angelique Kerberová Světlana Kuzněcovová | Sabine Lisická Jelena Vesninová Sara Erraniová Lucie Hradecká               |
| 2. ledna            | ASB Classic Auckland, Nový Zéland WTA International 220 000 $ – tvrdý – 32D/32Q/16Č                                                     | Andrea Hlaváčková Lucie Hradecká 62–7, 6–2, [10–7]                   | Julia Görgesová Flavia Pennettaová         | Angelique Kerberová Světlana Kuzněcovová | Sabine Lisická Jelena Vesninová Sara Erraniová Lucie Hradecká               |
| 9. ledna            | Apia International Sydney Sydney, Austrálie WTA Premier 637 000 $ – tvrdý – 30D/48Q/16Č                                                 | Viktoria Azarenková 6–2, 1–6, 6–3                                    | Li Na                                      | Agnieszka Radwańská Petra Kvitová        | Caroline Wozniacká Marion Bartoliová Lucie Šafářová Daniela Hantuchová      |
| 9. ledna            | Apia International Sydney Sydney, Austrálie WTA Premier 637 000 $ – tvrdý – 30D/48Q/16Č                                                 | Květa Peschkeová Katarina Srebotniková 6–4, 4–6, [13–11]             | Liezel Huberová Lisa Raymondová            | Agnieszka Radwańská Petra Kvitová        | Caroline Wozniacká Marion Bartoliová Lucie Šafářová Daniela Hantuchová      |
| 9. ledna            | Moorilla Hobart International Hobart, Austrálie WTA International 220 000 $ – tvrdý – 32D/32Q/16Č                                       | Mona Barthelová 6–1, 6–2                                             | Yanina Wickmayerová                        | Šachar Pe'erová Angelique Kerberová      | Simona Halepová Anna Čakvetadzeová Sorana Cîrsteaová Jarmila Gajdošová      |
| 9. ledna            | Moorilla Hobart International Hobart, Austrálie WTA International 220 000 $ – tvrdý – 32D/32Q/16Č                                       | Irina-Camelia Beguová Monica Niculescuová 64–7, 7–64, [10–5]         | Čuang Ťia-žung Marina Erakovicová          | Šachar Pe'erová Angelique Kerberová      | Simona Halepová Anna Čakvetadzeová Sorana Cîrsteaová Jarmila Gajdošová      |
| 16. ledna 23. ledna | Australian Open Melbourne, Austrálie Grand Slam 12 122 762 $ – tvrdý 128D/96Q/64Č/32X                                                   | Viktoria Azarenková 6–3, 6–0                                         | Maria Šarapovová                           | Kim Clijstersová Petra Kvitová           | Caroline Wozniacká Agnieszka Radwańská Jekatěrina Makarovová Sara Erraniová |
| 16. ledna 23. ledna | Australian Open Melbourne, Austrálie Grand Slam 12 122 762 $ – tvrdý 128D/96Q/64Č/32X                                                   | Světlana Kuzněcovová Věra Zvonarevová 5–7, 6–4, 6–3                  | Sara Erraniová Roberta Vinciová            | Kim Clijstersová Petra Kvitová           | Caroline Wozniacká Agnieszka Radwańská Jekatěrina Makarovová Sara Erraniová |
| 16. ledna 23. ledna | Australian Open Melbourne, Austrálie Grand Slam 12 122 762 $ – tvrdý 128D/96Q/64Č/32X                                                   | Bethanie Matteková-Sandsová Horia Tecău 6–3, 5–7, [10–3]             | Jelena Vesninová Leander Paes              | Kim Clijstersová Petra Kvitová           | Caroline Wozniacká Agnieszka Radwańská Jekatěrina Makarovová Sara Erraniová |
| 30. leden           | Fed Cup, čtvrtfinále Moskva, Rusko – tvrdý (h) Charleroi, Belgie – tvrdý (h) Biella, Itálie – antuka (h) Stuttgart, Německo – tvrdý (h) | Vítězky Rusko Srbsko Itálie Česko                                    | Poražené Španělsko Belgie Ukrajina Německo |                                          |                                                                             |

### Únor
| Týden od  | Turnaj                                                                                                  | Vítězky                                               | Finalistky                                               | Semifinalistky                            | Čtvrtfinalistky                                                                                    |
| --------- | --- | ----------------------------------------------------- | -------------------------------------------------------- | ----------------------------------------- | -------------------------------------------------------------------------------------------------- |
| 6. února  | Open GDF Suez Paříž, Francie WTA Premier 637 000 $ – tvrdý (h) – 30D/32Q/16Č                            | Angelique Kerberová 7–63, 5–7, 6–3                    | Marion Bartoliová                                        | Yanina Wickmayerová Klára Zakopalová      | Maria Šarapovová Mona Barthelová Julia Görgesová Roberta Vinciová                                  |
| 6. února  | Open GDF Suez Paříž, Francie WTA Premier 637 000 $ – tvrdý (h) – 30D/32Q/16Č                            | Liezel Huberová Lisa Raymondová 7–64, 6–1             | Anna-Lena Grönefeldová Petra Martićová                   | Yanina Wickmayerová Klára Zakopalová      | Maria Šarapovová Mona Barthelová Julia Görgesová Roberta Vinciová                                  |
| 6. února  | PTT Pattaya Open Pattaya, Thajsko WTA International 220 000 $ – tvrdý – 32D/16Q/16Č                     | Daniela Hantuchová 64–7, 6–3, 6–3                     | Maria Kirilenková                                        | Sorana Cîrsteaová Sie Šu-wej              | Věra Zvonarevová Tamarine Tanasugarnová Vania Kingová Sania Mirzaová                               |
| 6. února  | PTT Pattaya Open Pattaya, Thajsko WTA International 220 000 $ – tvrdý – 32D/16Q/16Č                     | Sania Mirzaová Anastasia Rodionovová 3–6, 6–1, [10–8] | Čan Chao-čching Čan Jung-žan                             | Sorana Cîrsteaová Sie Šu-wej              | Věra Zvonarevová Tamarine Tanasugarnová Vania Kingová Sania Mirzaová                               |
| 13. února | Qatar Total Open Dauhá, Katar WTA Premier 5 2 168 400 $ – tvrdý – 56D/32Q/16Č                           | Viktoria Azarenková 6–1, 6–2                          | Samantha Stosurová                                       | Agnieszka Radwańská Marion Bartoliová     | Yanina Wickmayerová Christina McHaleová Monica Niculescuová Lucie Šafářová                         |
| 13. února | Qatar Total Open Dauhá, Katar WTA Premier 5 2 168 400 $ – tvrdý – 56D/32Q/16Č                           | Liezel Huberová Lisa Raymondová 6–3, 6–1              | Raquel Kopsová-Jonesová Abigail Spearsová                | Agnieszka Radwańská Marion Bartoliová     | Yanina Wickmayerová Christina McHaleová Monica Niculescuová Lucie Šafářová                         |
| 13. února | Copa BBVA Colsanitas Bogota, Kolumbie WTA International 220 000 $ – antuka – 32D/32Q/16Č                | Lara Arruabarrenaová-Vecinová 6–2, 7–5                | Alexandra Panovová                                       | Edina Gallovitsová-Hallová Tímea Babosová | Mariana Duqueová Mariñová Paula Ormaecheaová Jaroslava Švedovová Karin Knappová                    |
| 13. února | Copa BBVA Colsanitas Bogota, Kolumbie WTA International 220 000 $ – antuka – 32D/32Q/16Č                | Eva Birnerová Alexandra Panovová 6–2, 6–2             | Mandy Minellaová Stefanie Vögeleová                      | Edina Gallovitsová-Hallová Tímea Babosová | Mariana Duqueová Mariñová Paula Ormaecheaová Jaroslava Švedovová Karin Knappová                    |
| 20. února | Dubai Tennis Championships Dubaj, Spojené arabské emiráty WTA Premier 2 000 000 $ – tvrdý – 30D/32Q/28Č | Agnieszka Radwańská 7–5, 6–4                          | Julia Görgesová                                          | Caroline Wozniacká Jelena Jankovićová     | Daniela Hantuchová Ana Ivanovićová Samantha Stosurová Sabine Lisická                               |
| 20. února | Dubai Tennis Championships Dubaj, Spojené arabské emiráty WTA Premier 2 000 000 $ – tvrdý – 30D/32Q/28Č | Liezel Huberová Lisa Raymondová 6–2, 6–1              | Sania Mirzaová Jelena Vesninová                          | Caroline Wozniacká Jelena Jankovićová     | Daniela Hantuchová Ana Ivanovićová Samantha Stosurová Sabine Lisická                               |
| 20. února | Memphis WTA International Memphis, Spojené státy WTA International 220 000 $ – tvrdý (h) – 32D/16Q/16Č  | Sofia Arvidssonová 6–3, 6–4                           | Marina Erakovicová                                       | Věra Duševinová Alberta Briantiová        | Stéphanie Foretzová Gaconová Michaëlla Krajiceková Lesja Curenková Varvara Lepčenková              |
| 20. února | Memphis WTA International Memphis, Spojené státy WTA International 220 000 $ – tvrdý (h) – 32D/16Q/16Č  | Andrea Hlaváčková Lucie Hradecká 6–3, 6–4             | Věra Duševinová Olga Govorcovová                         | Věra Duševinová Alberta Briantiová        | Stéphanie Foretzová Gaconová Michaëlla Krajiceková Lesja Curenková Varvara Lepčenková              |
| 20. února | Whirlpool Monterrey Open Monterrey, Mexiko WTA International 220 000 – tvrdý – 32D/32Q/16Č              | Tímea Babosová 6–4, 6–4                               | Alexandra Cadanțuová                                     | Gréta Arnová Sara Erraniová               | Nina Bratčikovová Lourdes Domínguezová Linová Patricia Mayrová-Achleitnerová Mandy Minellaová      |
| 20. února | Whirlpool Monterrey Open Monterrey, Mexiko WTA International 220 000 – tvrdý – 32D/32Q/16Č              | Sara Erraniová Roberta Vinciová 6–2, 7–6(8–6)         | Kimiko Dateová Čang Šuaj                                 | Gréta Arnová Sara Erraniová               | Nina Bratčikovová Lourdes Domínguezová Linová Patricia Mayrová-Achleitnerová Mandy Minellaová      |
| 27. února | Abierto Mexicano Telcel Acapulco, Mexiko WTA International 220 000 $ – antuka – 32D/32Q/16Č             | Sara Erraniová 5–7, 7–6(7–2), 6–0                     | Flavia Pennettaová                                       | Roberta Vinciová Irina-Camelia Beguová    | Michaëlla Krajiceková Estrella Cabezaová Candelaová Magdaléna Rybáriková Mariana Duqueová Mariñová |
| 27. února | Abierto Mexicano Telcel Acapulco, Mexiko WTA International 220 000 $ – antuka – 32D/32Q/16Č             | Sara Erraniová Roberta Vinciová 6–2, 6–1              | Lourdes Domínguezová Linová Arantxa Parraová Santonjaová | Roberta Vinciová Irina-Camelia Beguová    | Michaëlla Krajiceková Estrella Cabezaová Candelaová Magdaléna Rybáriková Mariana Duqueová Mariñová |
| 27. února | BMW Malaysian Open Kuala Lumpur, Malajsie WTA International 220 000 $ – tvrdý – 32D/32Q/16Č             | Sie Šu-wej 2–6, 7–5, 4–1skreč                         | Petra Martićová                                          | Eleni Daniilidou Jelena Jankovićová       | Agnieszka Radwańská Olivia Rogowská Pcheng Šuaj Ajumi Moritová                                     |
| 27. února | BMW Malaysian Open Kuala Lumpur, Malajsie WTA International 220 000 $ – tvrdý – 32D/32Q/16Č             | Čang Kchaj-čen Čuang Ťia-žung 7–5, 6–4                | Čan Chao-čching Rika Fudžiwarová                         | Eleni Daniilidou Jelena Jankovićová       | Agnieszka Radwańská Olivia Rogowská Pcheng Šuaj Ajumi Moritová                                     |

### Březen
| Týden od              | Turnaj                                                                                             | Vítězky                                                   | Finalistky                      | Semifinalistky                       | Čtvrtfinalistky                                                |
| --------------------- | -------------------------------------------------------------------------------------------------- | --------------------------------------------------------- | ------------------------------- | ------------------------------------ | -------------------------------------------------------------- |
| 5. března 12. března  | BNP Paribas Open Indian Wells, Spojené státy WTA Premier Mandatory 4 828 050 – tvrdý – 96D/48Q/32Č | Viktoria Azarenková 6–2, 6–3                              | Maria Šarapovová                | Angelique Kerberová Ana Ivanovićová  | Agnieszka Radwańská Li Na Marion Bartoliová Maria Kirilenková  |
| 5. března 12. března  | BNP Paribas Open Indian Wells, Spojené státy WTA Premier Mandatory 4 828 050 – tvrdý – 96D/48Q/32Č | Liezel Huberová Lisa Raymondová 6–2, 6–3                  | Sania Mirzaová Jelena Vesninová | Angelique Kerberová Ana Ivanovićová  | Agnieszka Radwańská Li Na Marion Bartoliová Maria Kirilenková  |
| 21. března 28. března | Sony Ericsson Open Miami, Spojené státy WTA Premier Mandatory 4 828 050 – tvrdý – 96D/48Q/32Č      | Agnieszka Radwańská 7–5, 6–4                              | Maria Šarapovová                | Marion Bartoliová Caroline Wozniacká | Viktoria Azarenková Venus Williamsová Serena Williamsová Li Na |
| 21. března 28. března | Sony Ericsson Open Miami, Spojené státy WTA Premier Mandatory 4 828 050 – tvrdý – 96D/48Q/32Č      | Maria Kirilenková Naděžda Petrovová 7–6(7–0), 4–6, [10–4] | Sara Erraniová Roberta Vinciová | Marion Bartoliová Caroline Wozniacká | Viktoria Azarenková Venus Williamsová Serena Williamsová Li Na |

### Duben
| Týden od  | Turnaj | Vítězky                                                    | Finalistky                                        | Semifinalistky                              | Čtvrtfinalistky                                                                         |
| --------- | --- | ---------------------------------------------------------- | ------------------------------------------------- | ------------------------------------------- | --------------------------------------------------------------------------------------- |
| 2. dubna  | Family Circle Cup Charleston, Spojené státy WTA Premier 740 000 $ – antuka – 56D/32Q/16Č                   | Serena Williamsová 6–0, 6–1                                | Lucie Šafářová                                    | Polona Hercogová Samantha Stosurová         | Naděžda Petrovová Věra Zvonarevová Sabine Lisická Venus Williamsová                     |
| 2. dubna  | Family Circle Cup Charleston, Spojené státy WTA Premier 740 000 $ – antuka – 56D/32Q/16Č                   | Anastasija Pavljučenkovová Lucie Šafářová 5–7, 6–4, [10–6] | Anabel Medinaová Garriguesová Jaroslava Švedovová | Polona Hercogová Samantha Stosurová         | Naděžda Petrovová Věra Zvonarevová Sabine Lisická Venus Williamsová                     |
| 9. dubna  | Barcelona Ladies Open Barcelona, Španělsko WTA International 220 000 $ – antuka – 32D/16Q/16Č              | Sara Erraniová 6–2, 6–2                                    | Dominika Cibulková                                | Sorana Cîrsteaová Carla Suárezová Navarrová | Olga Govorcovová Julia Bejgelzimerová Simona Halepová Julia Görgesová                   |
| 9. dubna  | Barcelona Ladies Open Barcelona, Španělsko WTA International 220 000 $ – antuka – 32D/16Q/16Č              | Sara Erraniová Roberta Vinciová 6–0, 6–2                   | Flavia Pennettaová Francesca Schiavoneová         | Sorana Cîrsteaová Carla Suárezová Navarrová | Olga Govorcovová Julia Bejgelzimerová Simona Halepová Julia Görgesová                   |
| 9. dubna  | e-Boks Open Kodaň, Dánsko WTA International 220 000 $ – tvrdý (h) – 32D/32Q/16Č                            | Angelique Kerberová 6–4, 6–4                               | Caroline Wozniacká                                | Petra Martićová Jelena Jankovićová          | Alizé Cornetová Bojana Jovanovská Kaia Kanepiová Mona Barthelová                        |
| 9. dubna  | e-Boks Open Kodaň, Dánsko WTA International 220 000 $ – tvrdý (h) – 32D/32Q/16Č                            | Kimiko Dateová Rika Fudžiwarová 6–2, 4–6, [10–5]           | Sofia Arvidssonová Kaia Kanepiová                 | Petra Martićová Jelena Jankovićová          | Alizé Cornetová Bojana Jovanovská Kaia Kanepiová Mona Barthelová                        |
| 16. dubna | Fed Cup – Semifinále Moskva, Rusko – antuka (h) Ostrava, Česko – tvrdý (h)                                 | Vítězky Srbsko 3–2 Česko 4–1                               | Poražené Rusko Itálie                             |                                             |                                                                                         |
| 23. dubna | Porsche Tennis Grand Prix Stuttgart, Německo WTA Premier 740 000 $ – antuka (h) – 28D/32Q/16Č              | Maria Šarapovová 6–1, 6–4                                  | Viktoria Azarenková                               | Agnieszka Radwańská Petra Kvitová           | Mona Barthelová Li Na Angelique Kerberová Samantha Stosurová                            |
| 23. dubna | Porsche Tennis Grand Prix Stuttgart, Německo WTA Premier 740 000 $ – antuka (h) – 28D/32Q/16Č              | Iveta Benešová Barbora Záhlavová-Strýcová 6–4, 7–5         | Julia Görgesová Anna-Lena Grönefeldová            | Agnieszka Radwańská Petra Kvitová           | Mona Barthelová Li Na Angelique Kerberová Samantha Stosurová                            |
| 23. dubna | Grand Prix de SAR La Princesse Lalla Meryem Fás, Maroko WTA International 220 000 $ – antuka – 32D/32Q/16Č | Kiki Bertensová 7–5, 6–0                                   | Laura Pousová Tiová                               | Simona Halepová Mathilde Johanssonová       | Anabel Medinaová Garriguesová Garbiñe Muguruzaová Petra Cetkovská Irina-Camelia Beguová |
| 23. dubna | Grand Prix de SAR La Princesse Lalla Meryem Fás, Maroko WTA International 220 000 $ – antuka – 32D/32Q/16Č | Petra Cetkovská Alexandra Panovová 3–6, 7–6(7–5), [11–9]   | Irina-Camelia Beguová Alexandra Cadanțuová        | Simona Halepová Mathilde Johanssonová       | Anabel Medinaová Garriguesová Garbiñe Muguruzaová Petra Cetkovská Irina-Camelia Beguová |
| 30. dubna | Budapest Grand Prix Budapešť, Maďarsko WTA International 220 000 $ – antuka – 32D/32Q/16Č                  | Sara Erraniová 7–5, 6–4                                    | Jelena Vesninová                                  | Anna Tatišviliová Marina Erakovicová        | Alberta Briantiová Aleksandra Wozniaková Barbora Záhlavová-Strýcová Petra Martićová     |
| 30. dubna | Budapest Grand Prix Budapešť, Maďarsko WTA International 220 000 $ – antuka – 32D/32Q/16Č                  | Janette Husárová Magdaléna Rybáriková 6–4, 6–2             | Eva Birnerová Michaëlla Krajiceková               | Anna Tatišviliová Marina Erakovicová        | Alberta Briantiová Aleksandra Wozniaková Barbora Záhlavová-Strýcová Petra Martićová     |
| 30. dubna | Estoril Open Estoril, Portugalsko 220 000 $ – antuka – 32D/32Q/16Č                                         | Kaia Kanepiová 3–6, 7–6(8–6), 6–4                          | Carla Suárezová Navarrová                         | Roberta Vinciová Karin Knappová             | Naděžda Petrovová Petra Cetkovská Sílvia Solerová Espinosová Galina Voskobojevová       |
| 30. dubna | Estoril Open Estoril, Portugalsko 220 000 $ – antuka – 32D/32Q/16Č                                         | Čuang Ťia-žung Čang Šuaj 4–6, 6–1, [11–9]                  | Jaroslava Švedovová Galina Voskobojevová          | Roberta Vinciová Karin Knappová             | Naděžda Petrovová Petra Cetkovská Sílvia Solerová Espinosová Galina Voskobojevová       |

### Květen
| Týden od             | Turnaj | Vítězky                                                           | Finalistky                                   | Semifinalistky                           | Čtvrtfinalistky                                                                    |
| -------------------- | --- | ----------------------------------------------------------------- | -------------------------------------------- | ---------------------------------------- | ---------------------------------------------------------------------------------- |
| 7. května            | Mutua Madrileña Madrid Open Madrid, Španělsko WTA Premier Mandatory 3 755 140 € – modrá antuka – 64D/32Q/28Č | Serena Williamsová 6–1, 6–3                                       | Viktoria Azarenková                          | Agnieszka Radwańská Lucie Hradecká       | Li Na Varvara Lepčenková Samantha Stosurová Maria Šarapovová                       |
| 7. května            | Mutua Madrileña Madrid Open Madrid, Španělsko WTA Premier Mandatory 3 755 140 € – modrá antuka – 64D/32Q/28Č | Sara Erraniová Roberta Vinciová 6–1, 3–6, [10–4]                  | Jekatěrina Makarovová Jelena Vesninová       | Agnieszka Radwańská Lucie Hradecká       | Li Na Varvara Lepčenková Samantha Stosurová Maria Šarapovová                       |
| 14. května           | Internazionali BNL d'Italia Řím, Itálie WTA Premier 5 2 168 400 $ – antuka – 56D/32Q/28Č                     | Maria Šarapovová 4–6, 6–4, 7–6(7–5)                               | Li Na                                        | Serena Williamsová Angelique Kerberová   | Dominika Cibulková Flavia Pennettaová Petra Kvitová Venus Williamsová              |
| 14. května           | Internazionali BNL d'Italia Řím, Itálie WTA Premier 5 2 168 400 $ – antuka – 56D/32Q/28Č                     | Sara Erraniová Roberta Vinciová 6–2, 7–5                          | Jekatěrina Makarovová Jelena Vesninová       | Serena Williamsová Angelique Kerberová   | Dominika Cibulková Flavia Pennettaová Petra Kvitová Venus Williamsová              |
| 21. května           | Brussels Open Brusel, Belgie WTA Premier 637 000 $ – antuka – 30D/32Q/16Č                                    | Agnieszka Radwańská 7–5, 6–0                                      | Simona Halepová                              | Kaia Kanepiová Sofia Arvidssonová        | Alison Van Uytvancková Cvetana Pironkovová Dominika Cibulková Urszula Radwańská    |
| 21. května           | Brussels Open Brusel, Belgie WTA Premier 637 000 $ – antuka – 30D/32Q/16Č                                    | Bethanie Matteková-Sandsová Sania Mirzaová 6–3, 6–2               | Alicja Rosolská Čeng Ťie                     | Kaia Kanepiová Sofia Arvidssonová        | Alison Van Uytvancková Cvetana Pironkovová Dominika Cibulková Urszula Radwańská    |
| 21. května           | Internationaux de Strasbourg Štrasburk, Francie WTA International 220 000 $ – antuka – 32D/32Q/16Č           | Francesca Schiavoneová 6–4, 6–4                                   | Alizé Cornetová                              | Pauline Parmentierová Sloane Stephensová | Alexandra Panovová Anabel Medinaová Garriguesová Ajumi Moritová Johanna Larssonová |
| 21. května           | Internationaux de Strasbourg Štrasburk, Francie WTA International 220 000 $ – antuka – 32D/32Q/16Č           | Olga Govorcovová Klaudia Jansová-Ignaciková 6–7(4–7), 6–3, [10–3] | Natalie Grandinová Vladimíra Uhlířová        | Pauline Parmentierová Sloane Stephensová | Alexandra Panovová Anabel Medinaová Garriguesová Ajumi Moritová Johanna Larssonová |
| 28. května 4. června | French Open Paříž, Francie Grand Slam antuka 128D/96Q/64Č/32X                                                | Maria Šarapovová 6–3, 6–2                                         | Sara Erraniová                               | Samantha Stosurová Petra Kvitová         | Dominika Cibulková Angelique Kerberová Jaroslava Švedovová Kaia Kanepiová          |
| 28. května 4. června | French Open Paříž, Francie Grand Slam antuka 128D/96Q/64Č/32X                                                | Sara Erraniová Roberta Vinciová 4–6, 6–4, 6–2                     | Maria Kirilenková Naděžda Petrovová          | Samantha Stosurová Petra Kvitová         | Dominika Cibulková Angelique Kerberová Jaroslava Švedovová Kaia Kanepiová          |
| 28. května 4. června | French Open Paříž, Francie Grand Slam antuka 128D/96Q/64Č/32X                                                | Sania Mirzaová Maheš Bhúpatí 7–6(7–3), 6–1                        | Klaudia Jansová-Ignaciková Santiago González | Samantha Stosurová Petra Kvitová         | Dominika Cibulková Angelique Kerberová Jaroslava Švedovová Kaia Kanepiová          |

### Červen
| Týden od               | Turnaj                                                                                             | Vítězky                                                                 | Finalistky                             | Semifinalistky                          | Čtvrtfinalistky                                                                        |
| ---------------------- | -------------------------------------------------------------------------------------------------- | ----------------------------------------------------------------------- | -------------------------------------- | --------------------------------------- | -------------------------------------------------------------------------------------- |
| 11. června             | AEGON Classic Birmingham, Spojené království WTA International 220 000 $ – tráva – 56D/32Q/16Č     | Melanie Oudinová 6–4, 6–2                                               | Jelena Jankovićová                     | Čeng Ťie Jekatěrina Makarovová          | Misaki Doiová Roberta Vinciová Sie Šu-wej Irina Falconiová                             |
| 11. června             | AEGON Classic Birmingham, Spojené království WTA International 220 000 $ – tráva – 56D/32Q/16Č     | Tímea Babosová Sie Šu-wej 7–5, 6–7(2–7), [10–8]                         | Liezel Huberová Lisa Raymondová        | Čeng Ťie Jekatěrina Makarovová          | Misaki Doiová Roberta Vinciová Sie Šu-wej Irina Falconiová                             |
| 11. června             | NÜRNBERGER Gastein Ladies Bad Gastein, Rakousko WTA International 220 000 $ – antuka – 32D/32Q/16Č | Alizé Cornetová 7–5, 7–6(7–1)                                           | Yanina Wickmayerová                    | Xenija Pervaková Mandy Minellaová       | Estrella Cabezaová Candelaová Chichi Schollová Johanna Larssonová Yvonne Meusburgerová |
| 11. června             | NÜRNBERGER Gastein Ladies Bad Gastein, Rakousko WTA International 220 000 $ – antuka – 32D/32Q/16Č | Jill Craybasová Julia Görgesová 6–7(4–7), 6–4, [11–9]                   | Anna-Lena Grönefeldová Petra Martićová | Xenija Pervaková Mandy Minellaová       | Estrella Cabezaová Candelaová Chichi Schollová Johanna Larssonová Yvonne Meusburgerová |
| 18. června             | AEGON International Easbourne, Spojené království WTA Premier 637 000 $ – tráva – 32D/32Q/16Č      | Tamira Paszeková 5–7, 6–3, 7–5                                          | Angelique Kerberová                    | Marion Bartoliová Klára Zakopalová      | Cvetana Pironkovová Lucie Šafářová Anastasija Pavljučenkovová Jekatěrina Makarovová    |
| 18. června             | AEGON International Easbourne, Spojené království WTA Premier 637 000 $ – tráva – 32D/32Q/16Č      | Nuria Llagosteraová Vivesová María José Martínezová Sánchezová 6–4skreč | Liezel Huberová Lisa Raymondová        | Marion Bartoliová Klára Zakopalová      | Cvetana Pironkovová Lucie Šafářová Anastasija Pavljučenkovová Jekatěrina Makarovová    |
| 18. června             | UNICEF Open 's-Hertogenbosch, Nizozemsko WTA International 220 000 $ – tráva – 32D/16Q/16Č         | Naděžda Petrovová 6–4, 6–3                                              | Urszula Radwańská                      | Kirsten Flipkensová Kim Clijstersová    | Roberta Vinciová Dominika Cibulková Sofia Arvidssonová Francesca Schiavoneová          |
| 18. června             | UNICEF Open 's-Hertogenbosch, Nizozemsko WTA International 220 000 $ – tráva – 32D/16Q/16Č         | Sara Erraniová Roberta Vinciová 6–4, 3–6, [11–9]                        | Maria Kirilenková Naděžda Petrovová    | Kirsten Flipkensová Kim Clijstersová    | Roberta Vinciová Dominika Cibulková Sofia Arvidssonová Francesca Schiavoneová          |
| 25. června 2. července | Wimbledon Londýn, Spojené království Grand Slam tráva 128D/96Q/64Č/16Q/48X                         | Serena Williamsová 6–1, 5–7, 6–2                                        | Agnieszka Radwańská                    | Angelique Kerberová Viktoria Azarenková | Sabine Lisická Maria Kirilenková Petra Kvitová Tamira Paszeková                        |
| 25. června 2. července | Wimbledon Londýn, Spojené království Grand Slam tráva 128D/96Q/64Č/16Q/48X                         | Serena Williamsová Venus Williamsová 7–5, 6–4                           | Andrea Hlaváčková Lucie Hradecká       | Angelique Kerberová Viktoria Azarenková | Sabine Lisická Maria Kirilenková Petra Kvitová Tamira Paszeková                        |
| 25. června 2. července | Wimbledon Londýn, Spojené království Grand Slam tráva 128D/96Q/64Č/16Q/48X                         | Mike Bryan Lisa Raymondová 6–3, 5–7, 6–4                                | Leander Paes Jelena Vesninová          | Angelique Kerberová Viktoria Azarenková | Sabine Lisická Maria Kirilenková Petra Kvitová Tamira Paszeková                        |

### Červenec
| Týden od     | Turnaj                                                                                                 | Vítězky                                                       | Finalistky                              | Semifinalistky                         | Semifinalistky                        | Čtvrtfinalistky                                                                              |
| ------------ | --- | ------------------------------------------------------------- | --------------------------------------- | -------------------------------------- | ------------------------------------- | -------------------------------------------------------------------------------------------- |
| 9. července  | Bank of the West Classic Stanford, Spojené státy WTA Premier 740 000 $ – tvrdá – 28D/32Q/16Č           | Serena Williamsová 7–5, 6–3                                   | Coco Vandewegheová                      | Sorana Cîrsteaová Yanina Wickmayerová  | Sorana Cîrsteaová Yanina Wickmayerová | Chanelle Scheepersová Dominika Cibulková Urszula Radwańská Marion Bartoliová                 |
| 9. července  | Bank of the West Classic Stanford, Spojené státy WTA Premier 740 000 $ – tvrdá – 28D/32Q/16Č           | Marina Erakovicová Heather Watsonová 7–5, 7–6(9–7)            | Jarmila Gajdošová Vania Kingová         | Sorana Cîrsteaová Yanina Wickmayerová  | Sorana Cîrsteaová Yanina Wickmayerová | Chanelle Scheepersová Dominika Cibulková Urszula Radwańská Marion Bartoliová                 |
| 9. července  | Internazionali Femminili di Palermo Palermo, Itálie WTA International 220 000 $ – antuka – 32D/32Q/16Č | Sara Erraniová 6–1, 6–3                                       | Barbora Záhlavová-Strýcová              | Irina-Camelia Beguová Laura Robsonová  | Irina-Camelia Beguová Laura Robsonová | Alexandra Cadanțuová Estrella Cabezaová Candelaová Julia Görgesová Carla Suárezová Navarrová |
| 9. července  | Internazionali Femminili di Palermo Palermo, Itálie WTA International 220 000 $ – antuka – 32D/32Q/16Č | Renata Voráčová Barbora Záhlavová-Strýcová 7–6(7–5), 6–4      | Darija Juraková Katalin Marosiová       | Irina-Camelia Beguová Laura Robsonová  | Irina-Camelia Beguová Laura Robsonová | Alexandra Cadanțuová Estrella Cabezaová Candelaová Julia Görgesová Carla Suárezová Navarrová |
| 16. července | Mercury Insurance Open Carlsbad, Spojené státy WTA Premier 740 000 $ – tvrdý – 56D/32Q/16Č             | Dominika Cibulková 6–1, 7–5                                   | Marion Bartoliová                       | Čan Jung-žan Naděžda Petrovová         | Čan Jung-žan Naděžda Petrovová        | Christina McHaleová Jelena Jankovićová Varvara Lepčenková Urszula Radwańská                  |
| 16. července | Mercury Insurance Open Carlsbad, Spojené státy WTA Premier 740 000 $ – tvrdý – 56D/32Q/16Č             | Raquel Kopsová-Jonesová Abigail Spearsová 6–2, 6–4            | Vania Kingová Naděžda Petrovová         | Čan Jung-žan Naděžda Petrovová         | Čan Jung-žan Naděžda Petrovová        | Christina McHaleová Jelena Jankovićová Varvara Lepčenková Urszula Radwańská                  |
| 16. července | Sony Swedish Open Båstad, Švédsko WTA International 220 000 $ – antuka – 32D/32Q/16Č                   | Polona Hercogová 0–6, 6–4, 7–5                                | Mathilde Johanssonová                   | Johanna Larssonová Mona Barthelová     | Johanna Larssonová Mona Barthelová    | Anastasija Pavljučenkovová Klára Zakopalová Sofia Arvidssonová Cvetana Pironkovová           |
| 16. července | Sony Swedish Open Båstad, Švédsko WTA International 220 000 $ – antuka – 32D/32Q/16Č                   | Catalina Castañová Mariana Duqueová Mariñová 6–4, 5–7, [10–6] | Eva Hrdinová Mervana Jugićová-Salkićová | Johanna Larssonová Mona Barthelová     | Johanna Larssonová Mona Barthelová    | Anastasija Pavljučenkovová Klára Zakopalová Sofia Arvidssonová Cvetana Pironkovová           |
| 23. července | Baku Cup Baku, Ázerbájdžán WTA International 220 000 $ – tvrdý – 32D/32Q/16Č                           | Bojana Jovanovská 6–3, 6–1                                    | Julia Cohenová                          | Olga Pučkovová Alexandra Panovová      | Olga Pučkovová Alexandra Panovová     | Magdaléna Rybáriková Mandy Minellaová Aleksandra Krunićová Nina Bratčikovová                 |
| 23. července | Baku Cup Baku, Ázerbájdžán WTA International 220 000 $ – tvrdý – 32D/32Q/16Č                           | Iryna Burjačoková Valerija Solovjovová 6–3, 6–2               | Eva Birnerová Alberta Briantiová        | Olga Pučkovová Alexandra Panovová      | Olga Pučkovová Alexandra Panovová     | Magdaléna Rybáriková Mandy Minellaová Aleksandra Krunićová Nina Bratčikovová                 |
| 30. července | Letní olympijské hry Londýn, Spojené království Letní olympijské hry tráva – 64D/32Č/16X               | Zlato                                                         | Stříbro                                 | Bronz                                  | 4. místo                              | Angelique Kerberová Caroline Wozniacká Kim Clijstersová Petra Kvitová                        |
| 30. července | Letní olympijské hry Londýn, Spojené království Letní olympijské hry tráva – 64D/32Č/16X               | Serena Williamsová 6–0, 6–1                                   | Maria Šarapovová                        | Azarenková 6–3, 6–4                    | Kirilenková                           | Angelique Kerberová Caroline Wozniacká Kim Clijstersová Petra Kvitová                        |
| 30. července | Letní olympijské hry Londýn, Spojené království Letní olympijské hry tráva – 64D/32Č/16X               | Serena Williamsová Venus Williamsová 6–4, 6–4                 | Andrea Hlaváčková Lucie Hradecká        | Kirilenková Petrovová 4–6, 6–4, 6–1    | Huberová Raymondová                   | Angelique Kerberová Caroline Wozniacká Kim Clijstersová Petra Kvitová                        |
| 30. července | Letní olympijské hry Londýn, Spojené království Letní olympijské hry tráva – 64D/32Č/16X               | Viktoria Azarenková Max Mirnyj 2–6, 6–3, [10–8]               | Laura Robsonová Andy Murray             | Raymondová Mike Bryan 6–3, 4–6, [10–4] | Lisická Kas                           | Angelique Kerberová Caroline Wozniacká Kim Clijstersová Petra Kvitová                        |
| 30. července | Citi Open Washington, D.C., Spojené státy WTA International 220 000 $ – tvrdý – 32D/32Q/16Č            | Magdaléna Rybáriková 6–1, 6–1                                 | Anastasija Pavljučenkovová              | Vania Kingová Sloane Stephensová       | Vania Kingová Sloane Stephensová      | Čang Kchaj-čen Coco Vandewegheová Eugenie Bouchardová Jana Čepelová                          |
| 30. července | Citi Open Washington, D.C., Spojené státy WTA International 220 000 $ – tvrdý – 32D/32Q/16Č            | Šúko Aojamová Čang Kchaj-čen 7–5, 6–2                         | Irina Falconiová Chanelle Scheepersová  | Vania Kingová Sloane Stephensová       | Vania Kingová Sloane Stephensová      | Čang Kchaj-čen Coco Vandewegheová Eugenie Bouchardová Jana Čepelová                          |

### Srpen
| Týden od          | Turnaj                                                                                          | Vítězky                                                            | Finalistky                              | Semifinalistky                      | Čtvrtfinalistky                                                                      |
| ----------------- | ----------------------------------------------------------------------------------------------- | ------------------------------------------------------------------ | --------------------------------------- | ----------------------------------- | ------------------------------------------------------------------------------------ |
| 6. srpna          | Rogers Cup Montréal, Kanada WTA Premier 5 2 168 400 $ – tvrdý – 56D/64Q/28Č                     | Petra Kvitová 7–5, 2–6, 6–3                                        | Li Na                                   | Caroline Wozniacká Lucie Šafářová   | Tamira Paszeková Aleksandra Wozniaková Roberta Vinciová Agnieszka Radwańská          |
| 6. srpna          | Rogers Cup Montréal, Kanada WTA Premier 5 2 168 400 $ – tvrdý – 56D/64Q/28Č                     | Klaudia Jansová-Ignaciková Kristina Mladenovicová 7–5, 2–6, [10–7] | Naděžda Petrovová Katarina Srebotniková | Caroline Wozniacká Lucie Šafářová   | Tamira Paszeková Aleksandra Wozniaková Roberta Vinciová Agnieszka Radwańská          |
| 13. srpna         | Western & Southern Open Cincinnati, Spojené státy WTA Premier 5 2 168 400 – tvrdý – 56D/48Q/28Č | Li Na 1–6, 6–3, 6–1                                                | Angelique Kerberová                     | Venus Williamsová Petra Kvitová     | Agnieszka Radwańská Samantha Stosurová Anastasija Pavljučenkovová Serena Williamsová |
| 13. srpna         | Western & Southern Open Cincinnati, Spojené státy WTA Premier 5 2 168 400 – tvrdý – 56D/48Q/28Č | Andrea Hlaváčková Lucie Hradecká 6–1, 6–3                          | Katarina Srebotniková Čeng Ťie          | Venus Williamsová Petra Kvitová     | Agnieszka Radwańská Samantha Stosurová Anastasija Pavljučenkovová Serena Williamsová |
| 20. srpna         | New Haven Open at Yale New Haven, Spojené státy WTA Premier 637 000 $ – tvrdý – 28D/32Q/16Č     | Petra Kvitová 7–6(11–9), 7–5                                       | Maria Kirilenková                       | Caroline Wozniacká Sara Erraniová   | Olga Govorcovová Dominika Cibulková Marion Bartoliová Lucie Šafářová                 |
| 20. srpna         | New Haven Open at Yale New Haven, Spojené státy WTA Premier 637 000 $ – tvrdý – 28D/32Q/16Č     | Liezel Huberová Lisa Raymondová 4–6, 6–0, [10–4]                   | Andrea Hlaváčková Lucie Hradecká        | Caroline Wozniacká Sara Erraniová   | Olga Govorcovová Dominika Cibulková Marion Bartoliová Lucie Šafářová                 |
| 20. srpna         | Texas Tennis Open Dallas, Spojené státy WTA International 220 000 $ – tvrdý – 32D/32Q/16Č       | Roberta Vinciová 7–5, 6–3                                          | Jelena Jankovićová                      | Bojana Jovanovská Casey Dellacquová | Pcheng Šuaj Chanelle Scheepersová Aleksandra Wozniaková Sorana Cîrsteaová            |
| 20. srpna         | Texas Tennis Open Dallas, Spojené státy WTA International 220 000 $ – tvrdý – 32D/32Q/16Č       | Marina Erakovicová Heather Watsonová 6–3, 6–0                      | Līga Dekmeijereová Irina Falconiová     | Bojana Jovanovská Casey Dellacquová | Pcheng Šuaj Chanelle Scheepersová Aleksandra Wozniaková Sorana Cîrsteaová            |
| 27. srpna 3. září | US Open New York, Spojené státy Grand Slam tvrdý 128D/128Q/64Č/32X                              | Serena Williamsová 6–2, 2–6, 7–5                                   | Viktoria Azarenková                     | Maria Šarapovová Sara Erraniová     | Samantha Stosurová Marion Bartoliová Ana Ivanovićová Roberta Vinciová                |
| 27. srpna 3. září | US Open New York, Spojené státy Grand Slam tvrdý 128D/128Q/64Č/32X                              | Sara Erraniová Roberta Vinciová 6–4, 6–2                           | Andrea Hlaváčková Lucie Hradecká        | Maria Šarapovová Sara Erraniová     | Samantha Stosurová Marion Bartoliová Ana Ivanovićová Roberta Vinciová                |
| 27. srpna 3. září | US Open New York, Spojené státy Grand Slam tvrdý 128D/128Q/64Č/32X                              | Jekatěrina Makarovová Bruno Soares 6–7(8–10), 6–1, [12–10]         | Květa Peschkeová Marcin Matkowski       | Maria Šarapovová Sara Erraniová     | Samantha Stosurová Marion Bartoliová Ana Ivanovićová Roberta Vinciová                |

### Září
| Týden od | Turnaj                                                                                              | Vítězky                                                            | Finalistky                              | Semifinalistky                           | Čtvrtfinalistky                                                                |
| -------- | --------------------------------------------------------------------------------------------------- | ------------------------------------------------------------------ | --------------------------------------- | ---------------------------------------- | ------------------------------------------------------------------------------ |
| 10. září | Tashkent Open Taškent, Uzbekistán WTA International 220 000 $ – tvrdý – 32D/32Q/16Č                 | Irina-Camelia Beguová 6–4, 6–4                                     | Donna Vekićová                          | Eva Birnerová Urszula Radwańská          | Alexandra Cadanțuová Bojana Jovanovská Galina Voskobojevová Alexandra Panovová |
| 10. září | Tashkent Open Taškent, Uzbekistán WTA International 220 000 $ – tvrdý – 32D/32Q/16Č                 | Paula Kaniová Polina Pechovová 6–2, skreč                          | Anna Čakvetadzeová Vesna Doloncová      | Eva Birnerová Urszula Radwańská          | Alexandra Cadanțuová Bojana Jovanovská Galina Voskobojevová Alexandra Panovová |
| 10. září | Bell Challenge Québec, Kanada WTA International 220 000 $ – tvrdý (h) – 32D/32Q/16Č                 | Kirsten Flipkensová 6–1, 7–5                                       | Lucie Hradecká                          | Mona Barthelová Kristina Mladenovicová   | Anna Tatišviliová Barbora Záhlavová-Strýcová Melanie Oudinová Lauren Davisová  |
| 10. září | Bell Challenge Québec, Kanada WTA International 220 000 $ – tvrdý (h) – 32D/32Q/16Č                 | Tatjana Maleková Kristina Mladenovicová 7–6(7–5), 6–7(6–8), [10-7] | Alicja Rosolská Heather Watsonová       | Mona Barthelová Kristina Mladenovicová   | Anna Tatišviliová Barbora Záhlavová-Strýcová Melanie Oudinová Lauren Davisová  |
| 17. září | Hansol Korea Open Soul, Jižní Korea WTA International 220 000 $ – tvrdý – 32D/32Q/16Č               | Caroline Wozniacká 6–1, 6–0                                        | Kaia Kanepiová                          | Jekatěrina Makarovová Varvara Lepčenková | Klára Zakopalová MJ Martínez Sánchez Kiki Bertensová Tamira Paszeková          |
| 17. září | Hansol Korea Open Soul, Jižní Korea WTA International 220 000 $ – tvrdý – 32D/32Q/16Č               | Raquel Kopsová-Jonesová Abigail Spearsová 2–6, 6–2, [10–8]         | Akgul Amanmuradovová Vania Kingová      | Jekatěrina Makarovová Varvara Lepčenková | Klára Zakopalová MJ Martínez Sánchez Kiki Bertensová Tamira Paszeková          |
| 17. září | Guangzhou International Women's Open Kanton, Čína WTA International 220 000 $ – tvrdý – 32D/32Q/16Č | Sie Šu-wej 6–3, 5–7, 6–4                                           | Laura Robsonová                         | Urszula Radwańská Sorana Cîrsteaová      | Mathilde Johanssonová Chanelle Scheepersová Alizé Cornetová Pcheng Šuaj        |
| 17. září | Guangzhou International Women's Open Kanton, Čína WTA International 220 000 $ – tvrdý – 32D/32Q/16Č | Tamarine Tanasugarnová Čang Šuaj 2–6, 6–2, [10–8]                  | Jarmila Gajdošová Monica Niculescuová   | Urszula Radwańská Sorana Cîrsteaová      | Mathilde Johanssonová Chanelle Scheepersová Alizé Cornetová Pcheng Šuaj        |
| 24. září | Toray Pan Pacific Open Tokio, Japonsko WTA Premier 5 2 168 400 $ – tvrdý – 56D/32Q/16Č              | Naděžda Petrovová 6–0, 1–6, 6–3                                    | Agnieszka Radwańská                     | Angelique Kerberová Samantha Stosurová   | Viktoria Azarenková Caroline Wozniacká Sara Erraniová Maria Šarapovová         |
| 24. září | Toray Pan Pacific Open Tokio, Japonsko WTA Premier 5 2 168 400 $ – tvrdý – 56D/32Q/16Č              | Raquel Kopsová-Jonesová Abigail Spearsová 6–1, 6–4                 | Anna-Lena Grönefeldová Květa Peschkeová | Angelique Kerberová Samantha Stosurová   | Viktoria Azarenková Caroline Wozniacká Sara Erraniová Maria Šarapovová         |

### Říjen
| Týden od  | Turnaj | Vítězky                                                 | Finalistky                                | Semifinalistky                            | Čtvrtfinalistky |
| --------- | --- | ------------------------------------------------------- | ----------------------------------------- | ----------------------------------------- | --- |
| 1. října  | China Open Peking, Čína WTA Premier Mandatory 4 828 050 – tvrdý – 60D/32Q/28Č                                              | Viktoria Azarenková 6–3, 6–1                            | Maria Šarapovová                          | Marion Bartoliová Li Na                   | Romina Oprandiová Carla Suárez Navarrová Agnieszka Radwańská Angelique Kerberová                                        |
| 1. října  | China Open Peking, Čína WTA Premier Mandatory 4 828 050 – tvrdý – 60D/32Q/28Č                                              | Jekatěrina Makarovová Jelena Vesninová 7–5, 7–5         | Nuria Llagostera Vives Sania Mirzaová     | Marion Bartoliová Li Na                   | Romina Oprandiová Carla Suárez Navarrová Agnieszka Radwańská Angelique Kerberová                                        |
| 8. října  | Generali Ladies Linz Linec, Rakousko WTA Interntational 220 000 $ – tvrdý (h) – 32D/32Q/16Č                                | Viktoria Azarenková 6–3, 6–4                            | Julia Görgesová                           | Irina-Camelia Beguová Kirsten Flipkensová | Petra Martićová Bethanie Mattek-Sands Sofia Arvidssonová Ana Ivanovićová                                                |
| 8. října  | Generali Ladies Linz Linec, Rakousko WTA Interntational 220 000 $ – tvrdý (h) – 32D/32Q/16Č                                | Anna-Lena Grönefeldová Květa Peschkeová 6–3, 6–4        | Julia Görgesová B. Záhlavová-Strýcová     | Irina-Camelia Beguová Kirsten Flipkensová | Petra Martićová Bethanie Mattek-Sands Sofia Arvidssonová Ana Ivanovićová                                                |
| 8. října  | HP Japan Women's Open Tennis Ósaka, Japonsko WTA International 220 000 – tvrdý – 32D/32Q/16Č                               | Heather Watsonová 7–5, 5–7, 7–6(7–4)                    | Čang Kchaj-čen                            | Samantha Stosurová Misaki Doiová          | Jamie Hamptonová Laura Robsonová Chanelle Scheepersová Pauline Parmentierová                                            |
| 8. října  | HP Japan Women's Open Tennis Ósaka, Japonsko WTA International 220 000 – tvrdý – 32D/32Q/16Č                               | Raquel Kopsová-Jonesová Abigail Spearsová 6–1, 6–4      | Kimiko Dateová Heather Watsonová          | Samantha Stosurová Misaki Doiová          | Jamie Hamptonová Laura Robsonová Chanelle Scheepersová Pauline Parmentierová                                            |
| 15. října | Kremlin Cup Moskva, Rusko WTA Premier 740 000 $ – tvrdý (h) – 28D/32Q/16Č                                                  | Caroline Wozniacká 6–2, 4–6, 7–5                        | Samantha Stosurová                        | Ana Ivanovićová Sofia Arvidssonová        | Klára Zakopalová Vesna Doloncová Dominika Cibulková Maria Kirilenková                                                   |
| 15. října | Kremlin Cup Moskva, Rusko WTA Premier 740 000 $ – tvrdý (h) – 28D/32Q/16Č                                                  | Jekatěrina Makarovová Jelena Vesninová 6–3, 1–6, [10–8] | Maria Kirilenková Naděžda Petrovová       | Ana Ivanovićová Sofia Arvidssonová        | Klára Zakopalová Vesna Doloncová Dominika Cibulková Maria Kirilenková                                                   |
| 15. října | BGL BNP Paribas Luxembourg Open Lucemburk, Lucembursko WTA International 220 000 $ – tvrdý (h) – 32D/32Q/16Č               | Venus Williamsová 6–2, 6–3                              | Monica Niculescuová                       | Andrea Petkovicová Daniela Hantuchová     | Roberta Vinciová Xenija Pervaková Lourdes Domínguez Lino Lucie Hradecká                                                 |
| 15. října | BGL BNP Paribas Luxembourg Open Lucemburk, Lucembursko WTA International 220 000 $ – tvrdý (h) – 32D/32Q/16Č               | Andrea Hlaváčková Lucie Hradecká 6–3, 6–4               | Irina-Camelia Beguová Monica Niculescuová | Andrea Petkovicová Daniela Hantuchová     | Roberta Vinciová Xenija Pervaková Lourdes Domínguez Lino Lucie Hradecká                                                 |
| 22. října | TEB BNP Paribas WTA Championships Istanbul, Turecko Závěrečný turnaj sezóny WTA Premier 4 900 000 – tvrdý (h) – 8D (ZS)/4Č | Serena Williamsová 6–4, 6–3                             | Maria Šarapovová                          | Agnieszka Radwańská Viktoria Azarenková   | Základní skupina Červená skupina Angelique Kerberová Li Na Bílá skupina Sara Erraniová Petra Kvitová Samantha Stosurová |
| 22. října | TEB BNP Paribas WTA Championships Istanbul, Turecko Závěrečný turnaj sezóny WTA Premier 4 900 000 – tvrdý (h) – 8D (ZS)/4Č | Maria Kirilenková Naděžda Petrovová 6–1, 6–4            | Andrea Hlaváčková Lucie Hradecká          | Agnieszka Radwańská Viktoria Azarenková   | Základní skupina Červená skupina Angelique Kerberová Li Na Bílá skupina Sara Erraniová Petra Kvitová Samantha Stosurová |
| 29. října | Qatar Airways Tournament of Champions Sofie, Bulharsko Závěrečný turnaj sezóny WTA International 750 000 – tvrdý (h) – 8D  | Naděžda Petrovová 6–2, 6–1                              | Caroline Wozniacká                        | Cvetana Pironkovová Roberta Vinciová      | Základní skupina Daniela Hantuchová Sie Šu-wej Sofia Arvidssonová Čeng Ťie Maria Kirilenková                            |
| 29. října | Fed Cup, finále Praha, Česko                                                                                               | Česko 3–1                                               | Srbsko                                    |                                           | |